# Escobillón

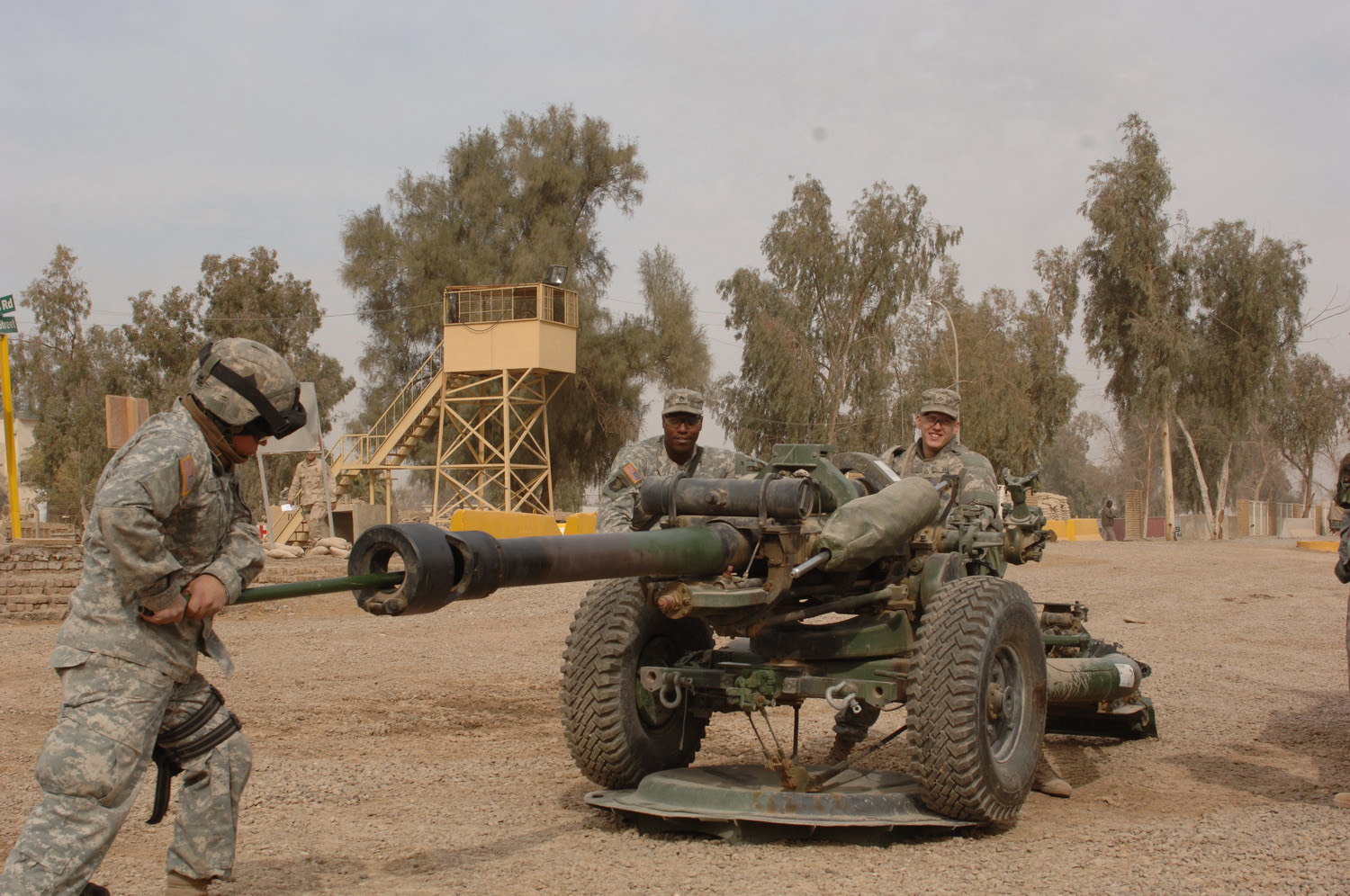
Limpieza de un obús con escobillón

Se llama escobillón a un tipo de escoba destinada a limpiar el interior de los cañones. Y al utensilio para barrer los pisos.
Se trata de un instrumento compuesto de un asta o palo largo con un cilindro en un extremo y de poco menor diámetro que el ánima del cañón con cerdas puestas alrededor y que por semejanza, se le llama cepillo. Sirve para limpiar y atacar los cañones pues en el extremo opuesto del palo tiene otro cilindro grueso llamado atacador. Los hay para mortero, pedrero y obús.